# Campeonato Mundial Femenino de fútbol sala 2014
El Campeonato Mundial Femenino de fútbol sala de 2014 se disputó en Hatillo (Costa Rica) entre el 10 y el 15 de diciembre, siendo la quinta edición de este torneo celebrado bajo las reglas FIFA de fútbol sala, pero sin organización de la FIFA.

## Equipos participantes
| Brasil     | España    | Japón    | Rusia |
| Costa Rica | Guatemala | Portugal |       |

## Fase de grupos

### Grupo A
| Equipo   | Pts | PJ | PG | PE | PP | GF | GC | Dif |
| -------- | --- | -- | -- | -- | -- | -- | -- | --- |
| Brasil   | 9   | 3  | 3  | 0  | 0  | 14 | 2  | +12 |
| Portugal | 6   | 3  | 2  | 0  | 1  | 8  | 4  | +4  |
| Japón    | 3   | 3  | 1  | 0  | 2  | 3  | 12 | -9  |
| Rusia    | 0   | 3  | 0  | 0  | 3  | 3  | 10 | -7  |

| 10 de diciembre de 2014 | Brasil                                                                             | 5:0 (1:0) | Rusia | BN Arena, Hatillo |  |
|                         | Luciléia Renner 17' · Vanessa Pereira 22' · Ju Delgado 32' 36' · Jozi Oliveira 34' | Reporte   |       |                   |  |

| 10 de diciembre de 2014 | Japón | 0:4 (0:1) | Portugal                                                                         | BN Arena, Hatillo                                      |                                                        |
|                         |       | Reporte   | 8' Andreia Marques · 23' Chikage Kichbayashi · 25' Melissa Antunes · Ana Azevedo | Árbitro(s): Ronny Castro Zumbado Jeisson Peñaloza Cruz | Árbitro(s): Ronny Castro Zumbado Jeisson Peñaloza Cruz |

| 11 de diciembre de 2014 | Portugal                           | 2:3 (1:2) | Brasil                                            | BN Arena, Hatillo                          |                                            |
|                         | Daniela Ferreira 13' · Melissa 36' | Reporte   | 9' Liliana · 18' Lediane Marcolan · 31' Amandinha | Árbitro(s): Cabrera Acosta Sánchez Álvarez | Árbitro(s): Cabrera Acosta Sánchez Álvarez |

| 11 de diciembre de 2014 | Rusia                       | 2:3 (1:1) | Japón                                  | BN Arena, Hatillo                    |                                      |
|                         | Kuznetcova 18' · Olkova 21' | Reporte   | 11' Fujita · 33' Haruyama · 39' Sonoda | Árbitro(s): Leroy Brown Miguel López | Árbitro(s): Leroy Brown Miguel López |

| 12 de diciembre de 2014 | Brasil                                                                        | 6:0 (5:0) | Japón | BN Arena, Hatillo                       |                                         |
|                         | Vanessa Pereira 2' 18' 38' · Luciléia 2' · Tatiane 12' · Lediane Marcolán 19' | Reporte   |       | Árbitro(s): Giovanny López Diego Molina | Árbitro(s): Giovanny López Diego Molina |

| 12 de diciembre de 2014 | Portugal                                 | 2:1 (0:1) | Rusia        | BN Arena, Hatillo                                  |                                                    |
|                         | Melissa Antunes 25' · Carla Ferreira 39' | Reporte   | 5' Afanasova | Árbitro(s): Castro Zumbado Carlos González Sánchez | Árbitro(s): Castro Zumbado Carlos González Sánchez |

### Grupo B
| Equipo     | Pts | PJ | PG | PE | PP | GF | GC | Dif |
| ---------- | --- | -- | -- | -- | -- | -- | -- | --- |
| España     | 6   | 2  | 2  | 0  | 0  | 12 | 0  | +12 |
| Costa Rica | 3   | 2  | 1  | 0  | 1  | 3  | 5  | -2  |
| Guatemala  | 0   | 2  | 0  | 0  | 2  | 1  | 11 | -10 |

| 10 de diciembre de 2014 | Costa Rica | 0:4 (0:1) | España                                      | BN Arena, Hatillo                            |                                              |
|                         |            | Reporte   | 7' 27' Ceci · 30' Sara Iturriaga · 35' Ampi | Árbitro(s): Rivera Llerenas Flores Hernández | Árbitro(s): Rivera Llerenas Flores Hernández |

- Equipo libre:  Guatemala.

| 11 de diciembre de 2014 | España                                                                                           | 8:0 (4:0) | Guatemala | BN Arena, Hatillo                     |                                       |
|                         | Vane Sotelo 3' 14' 28' · Meylín Sáenz 4' · Leti 17' · Isa García 22' · Ceci 23' · Iria Saeta 39' | Reporte   |           | Árbitro(s): Butler Shane Deon Feassal | Árbitro(s): Butler Shane Deon Feassal |

- Equipo libre:  Costa Rica.

| 12 de diciembre de 2014 | Costa Rica                                                   | 3:1 (1:1) | Guatemala          | BN Arena, Hatillo                                               |                                                                 |
|                         | Daniela Hidalgo 4' · Natalia López 29' · Melissa Jiménez 37' | Reporte   | Gloria Lohaiza 20' | Árbitro(s): José Francisco Katemo Sergio Enrique Cabrera Acosta | Árbitro(s): José Francisco Katemo Sergio Enrique Cabrera Acosta |

- Equipo libre:  España.

## Fase final

### Cuadro general
|  | Semifinales             | Semifinales             |   |            | Final                   | Final                   |  |
|  | 14 de diciembre de 2014 | 14 de diciembre de 2014 |   |            | 15 de diciembre de 2014 | 15 de diciembre de 2014 |  |
|  |                         |                         |   |            |                         |                         |  |
|  | Hatillo                 |                         |   |            |                         |                         |  |
|  | Brasil                  | 8                       |   |            |                         |                         |  |
|  | Costa Rica              | 1                       |   |            |                         |                         |  |
|  |                         |                         |   |            |                         |                         |  |
|  |                         |                         |   |            | Hatillo                 |                         |  |
|  |                         |                         |   |            | Brasil                  | 4                       |  |
|  |                         | Portugal                | 3 |            |                         |                         |  |
|  |                         |                         |   |            |                         |                         |  |
|  |                         |                         |   |            |                         |                         |  |
|  |                         |                         |   |            | Tercer lugar            |                         |  |
|  | Hatillo                 | Hatillo                 |   | Hatillo    | Hatillo                 |                         |  |
|  | España                  | 2                       |   | Costa Rica | 2                       |                         |  |
|  | Portugal                | 3                       |   |            | España                  | 8                       |  |

| \| \| Quinto puesto play-off \| \| \| \| \| \| \| \| 14 de diciembre \| \| \| \| \| \| \| \| Japón \| 1 \| \| \| Japón \| 1 \| \| \| Guatemala \| 2 \| \| \| Guatemala \| 2 \| |                        |   |
| | Quinto puesto play-off |   |
| |                        |   |
| | 14 de diciembre        |   |
| |                        |   |
| | Japón                  | 1 |
| | Japón                  | 1 |
| | Guatemala              | 2 |
| | Guatemala              | 2 |

### Quinto y sexto lugar
| 14 de diciembre de 2014 | Japón      | 1:2 (1:0) | Guatemala                               | BN Arena, Hatillo                       |                                         |
|                         | Fujita 12' | Reporte   | 37' Joselina Parra · 38' Gloria Lohaiza | Árbitro(s): Jeison Peñaola Ronny Castro | Árbitro(s): Jeison Peñaola Ronny Castro |

### Semifinales
| 14 de diciembre de 2014 | Brasil                                                                                                  | 8:1 (4:0) | Costa Rica          | BN Arena, Hatillo                    |                                      |
|                         | Luciléia 1' 2' · Vanessa Pereira 4' · Caroline Da Silva 9' 25' · Cilene 34' · Tatiane 36' · Lediane 37' | Reporte   | 38' Daniela Hidalgo | Árbitro(s): Shane Bluter Deon Feasal | Árbitro(s): Shane Bluter Deon Feasal |

| 14 de diciembre de 2014 | España                           | 2:3 (1:1) | Portugal                                                   | BN Arena, Hatillo                                          |                                                            |
|                         | Anita Luján 3' · Vane Sotelo 24' | Reporte   | 18' Carla Vanessa · 27' Melissa Antunes · 38' Sofia Vieira | Árbitro(s): Roberto Sánchez Álvarez Giovanni López Munguía | Árbitro(s): Roberto Sánchez Álvarez Giovanni López Munguía |

### Tercer lugar
| 15 de diciembre de 2014 | España                                                                   | 8:2 (5:2) | Costa Rica                              | BN Arena, Hatillo                        |                                          |
|                         | Vane Sotelo 2' 10' 32' · Leti 4' 22' · Peque 7' 14' · Patri Chamorro 33' | Reporte   | 4' Priscina Torres · 9' Viviana Córdoba | Árbitro(s): Francisco Rivera Leroy Brown | Árbitro(s): Francisco Rivera Leroy Brown |

### Final
| 15 de diciembre de 2014 | Portugal                                               | 3:4 (1:1) | Brasil                                                    | BN Arena, Hatillo                           |                                             |
|                         | Carla Ferreira 17' · Joana Meira 28' · Ana Pereira 33' | Reporte   | 14' 38' Vanessa Pereira · 37' Ana Pereira · 39' Amandinha | Árbitro(s): Cabrera Acosta Flores Hernández | Árbitro(s): Cabrera Acosta Flores Hernández |

|                             |
| Bandera de Brasil           |
| Campeona Brasil 5.to Título |

## Tabla general
| Pos. | Equipo     | Pts | J | G | E | P | GF | GC | Dif. | Rend. |
| ---- | ---------- | --- | - | - | - | - | -- | -- | ---- | ----- |
| 1    | Brasil     | 18  | 5 | 5 | 0 | 0 | 26 | 6  | 20   | 100%  |
| 2    | Portugal   | 9   | 5 | 3 | 0 | 2 | 14 | 10 | 4    | 60%   |
| 3    | España     | 9   | 4 | 3 | 0 | 1 | 22 | 5  | 17   | 75%   |
| 4    | Costa Rica | 3   | 4 | 1 | 0 | 3 | 6  | 21 | -15  | 25%   |
| 5    | Guatemala  | 3   | 3 | 1 | 0 | 2 | 3  | 12 | -9   | 33,3% |
| 6    | Japón      | 3   | 4 | 1 | 0 | 3 | 4  | 14 | -10  | 25%   |
| 7    | Rusia      | 0   | 3 | 0 | 0 | 3 | 3  | 10 | -7   | 0%    |